# Wyżyny (Warszawa)
Wyżyny lub Natolin-Wyżyny – osiedle w dzielnicy Ursynów w Warszawie.

## Położenie i charakterystyka
Wyżyny to osiedle położone na stołecznym Ursynowie, na obszarze Miejskiego Systemu Informacji Natolin. Według państwowego rejestru nazw geograficznych osiedle składa się z czterech części miasta: Wyżyny-Południe o identyfikatorze 154113, Wyżyny-Środek – 154114, Wyżyny-Wschód – 154115 i Wyżyny-Zachód – 154116. Przez jego obszar przebiegają m.in. ulice Stryjeńskich, rtm. Witolda Pileckiego, Braci Wagów, Stanisława Kazury, Na Uboczu, Meander, Małej Łąki i Belgradzka.
Wyżyny to teren o przewadze zabudowy mieszkaniowej wielorodzinnej. W jego obrębie znajduje się Wzgórze Trzech Szczytów.

## Historia
W dniu 14 maja 1951 rozporządzeniem Rady Ministrów obszar późniejszych Wyżyn został włączony w granice administracyjne Warszawy wraz z resztą gminy Wilanów. Od 1975 teren stanowił część południowego pasma rozwojowego w dzielnicy Mokotów o nazwie Ursynów-Natolin o łącznej powierzchni 1015 hektarów, zaplanowanego na ok. 45 tys. mieszkań i 132 tys. mieszkańców. Jego generalnym projektantem był Jacek Nowicki. Większość zabudowy osiedla powstała po 1981 roku w technologii wielkopłytowej. Od marca 1994 roku Wyżyny znajdują się w granicach Ursynowa.
W 1990 roku ludność osiedla wynosiła 13,0 tys.
Na obszarze osiedla działa Spółdzielnia Mieszkaniowa „Wyżyny”, która powstała w 1994 roku w wyniku podziału Spółdzielni Budownictwa Mieszkaniowego „Natolin”. Uzupełniła ona wcześniejszą zabudowę o inwestycje mieszkaniowe: ul. Kazury 1 (1996 rok), ul. Małej Łąki 4, 6, 8 i 10 (1997/98), ul. Belgradzka 44, 46, 48 i 50 (1999), ul. Pileckiego 110, 112 i 114 (2000), ul. Braci Wagów 11 (2001), „Wyżyny-Metro” (2002), Braci Wagów 20 (2008) oraz „Na Uboczu” (2014).